# Música callada. La vida rima
Música callada. La vida rima es un espectáculo que reúne sobre los escenarios a Ana Belén y Rosa Torres-Pardo. Cuenta con la dirección de José Carlos Plaza y la adaptación de textos corre a cargo de Luis García Montero.

## Descripción y programa[1]
Se trata de un recital de música y poesía en el que se interpretan las siguientes obras:
- Reflexiones sobre la música (Luis Cernuda)
- Fantasía en Do menor (Wolfgang Amadeus Mozart)
- Cántico, La noche oscura (San Juan de la Cruz)
- Música callada (Federico Mompou)
- La paloma (Rafael Alberti)
- Se equivocó la paloma (Carlos Guastavino)
- Retornos de Chopin a través de unas manos ya idas (Rafael Alberti)
- Nocturnos en Fa menor (Frédéric Chopin)
- Nana (Federico García Lorca)
- Nana (Antón García Abril)
- Tango (Igor Stravinsky)
- Tango Youkali (Kurt Weill)
- El Sur (Luis García Montero)
- Tango (Isaac Albéniz)
- Lavapiés (Luis García Montero)
- Lavapiés (Isaac Albéniz)
- Elegía y recuerdo de la canción francesa (Jaime Gil de Biedma)
- Preludio n.º 2 (George Gershwin)
- Les feuilles mortes (Jacques Prévert/Joseph Kosma)
- Tristesse (Gabriel Fauré)
- Beethoven ante el televisor (José Hierro)
- Fantasía Coral op 80 en Do menor (Ludwig van Beethoven)
- Romeo y Julieta (Serguéi Prokófiev) (extractos)
- Petruchka (Igor Stravinsky)
- Allegro bárbaro (Danza rumana) (Béla Bartók)

## Fechas de la gira[2]
| Fecha                    | Ciudad                     | Recinto                               |
| ------------------------ | -------------------------- | ------------------------------------- |
| 7 de abril de 2011       | Bilbao                     | Teatro Arriaga                        |
| 28 de abril de 2011      | Úbeda                      | Hospital de Santiago                  |
| 29 de abril de 2011      | Pozoblanco                 | Teatro El Silo                        |
| 19 de mayo de 2011       | Madrid                     | Teatro Español                        |
| 21 de mayo de 2011       | Ibiza                      | Espai Cultural Can Ventosa            |
| 4 de junio de 2011       | Santa Cruz de Tenerife     | Auditorio de Tenerife                 |
| 17 de junio de 2011      | Santiago de Compostela     | Auditorio de Galicia                  |
| 25 de junio de 2011      | Sitges                     | Auditorio Melià Sitges                |
| 15 de julio de 2011      | Salamanca                  | Patio del Colegio Fonseca             |
| 21 de julio de 2011      | Vigo                       | Centro Cultural Novacaixagalicia      |
| 23 de julio de 2011      | Cap Roig                   | Jardín Botánico del Cap Roig          |
| 24 de julio de 2011      | Segovia                    | Alcázar de Segovia                    |
| 14 de agosto de 2011     | Santander                  | Palacio de Festivales de Cantabria    |
| 29 de septiembre de 2011 | Alicante                   | Teatro Principal                      |
| 15 de octubre de 2011    | Villena                    | Teatro Chapí                          |
| 28 de octubre de 2011    | Alcobendas                 | Teatro Auditorio Ciudad de Alcobendas |
| 5 de noviembre de 2011   | Roquetas de Mar            | Teatro Auditorio                      |
| 12 de noviembre de 2011  | Jaén                       | Teatro Infanta Leonor                 |
| 15 de noviembre de 2011  | Madrid                     | Teatro Español                        |
| 16 de noviembre de 2011  | Madrid                     | Teatro Español                        |
| 17 de noviembre de 2011  | Madrid                     | Teatro Español                        |
| 18 de noviembre de 2011  | Madrid                     | Teatro Español                        |
| 19 de noviembre de 2011  | Madrid                     | Teatro Español                        |
| 20 de noviembre de 2011  | Madrid                     | Teatro Español                        |
| 21 de noviembre de 2011  | Sevilla                    | Teatro Lope de Vega                   |
| 14 de diciembre de 2011  | Las Palmas de Gran Canaria | Teatro Cuyas                          |
| 15 de diciembre de 2011  | Valdepeñas                 | Teatro Auditorio Municipal            |
| 16 de diciembre de 2011  | Cuenca                     | Teatro Auditorio                      |
| 13 de enero de 2012      | Gijón                      | Teatro Jovellanos                     |